# Islandia na Zimowych Igrzyskach Olimpijskich Młodzieży 2012
Islandię na Zimowych Igrzyskach Olimpijskich Młodzieży 2012, które odbywały się w Innsbrucku reprezentowało 3 zawodników.

## Skład reprezentacji Islandii

### Biegi narciarskie
Chłopcy
| Zawodnik         | Konkurencja   | Kwalifikacje | Kwalifikacje | Ćwierćfinał   | Ćwierćfinał   | Półfinał      | Półfinał      | Finał         | Finał         |
| Zawodnik         | Konkurencja   | Wynik        | Miejsce      | Wynik         | Miejsce       | Wynik         | Miejsce       | Wynik         | Miejsce       |
| ---------------- | ------------- | ------------ | ------------ | ------------- | ------------- | ------------- | ------------- | ------------- | ------------- |
| Gunnar Birgisson | Sprint        | 1:57.66      | 41.          | Nie awansował | Nie awansował | Nie awansował | Nie awansował | Nie awansował | Nie awansował |
| Gunnar Birgisson | Bieg na 10 km |              |              |               |               |               |               | 35:06.8       | 38.           |

### Narciarstwo alpejskie
Chłopcy
| Zawodnik              | Konkurencja     | Wyniki            | Wyniki            | Wyniki            | Wyniki            |
| Zawodnik              | Konkurencja     | Runda 1           | Runda 2           | Razem             | Miejsce           |
| --------------------- | --------------- | ----------------- | ----------------- | ----------------- | ----------------- |
| Jakob Helgi Bjarnason | Slalom          | Zdyskwalifikowany | Zdyskwalifikowany | Zdyskwalifikowany | Zdyskwalifikowany |
| Jakob Helgi Bjarnason | Slalom gigant   | Nie ukończył      | Nie ukończył      | Nie ukończył      | Nie ukończył      |
| Jakob Helgi Bjarnason | Supergigant     |                   |                   | 1:07.07           | 19.               |
| Jakob Helgi Bjarnason | Superkombinacja | 1.05.34           | Nie ukończył      | Nie ukończył      | Nie ukończył      |

Dziewczęta
| Zawodnik                    | Konkurencja     | Wyniki  | Wyniki  | Wyniki        | Wyniki        |
| Zawodnik                    | Konkurencja     | Runda 1 | Runda 2 | Razem         | Miejsce       |
| --------------------------- | --------------- | ------- | ------- | ------------- | ------------- |
| Helga Maria Vilhjálmsdóttir | Slalom          | 45.63   | 39.29   | 1:24.92       | 8.            |
| Helga Maria Vilhjálmsdóttir | Slalom gigant   | 1:00.31 | 1:01.75 | 2:02.06       | 21.           |
| Helga Maria Vilhjálmsdóttir | Supergigant     |         |         | Nie ukończyła | Nie ukończyła |
| Helga Maria Vilhjálmsdóttir | Superkombinacja | 1.08.44 | 37.00   | 1.45.44       | 15.           |